# Baia Ara
La baia Ara (in russo губа Ара?, guba Ara) è un'insenatura lungo la costa settentrionale russa, nell'oblast' di Murmansk, amministrata dal circondario della città chiusa di Vidjaevo e, per una piccola parte, dal Kol'skij rajon. È situata nella parte sud-occidentale del mare di Barents.

## Geografia
Il golfo si apre verso nord, appena a est dell'ingresso del golfo Motovskij, e si protende nell'entroterra parallelamente al golfo dell'Ura, posto sul lato orientale della penisola che le separa. Ha una lunghezza di 12 km e una larghezza massima di circa 3,2 km all'ingresso. La profondità massima è di 159 m.
All'interno, il golfo si ramifica in alcune insenature minori, tra esse le maggiori sono la baia Arskaja (бухта Арская) e la baia Skovoroda (бухта Сковорода) a ovest e la baia Malaja Lukovaja (бухта Малая Луковая) a nordest.
Nel golfo sfociano diversi piccoli corsi d'acqua, tra essi il breve emissario del lago Kotyjarvi (озеро Котыйарви) all'estremità meridionale.
All'imboccatura si trovano l'isola Bol'šoj Arskij (остров Большой Арский) e l'isola Malyj Arskij (остров Малый Арский). Poco a ovest dell'ingresso, nella piccola baia Bol'šaja Lukovaja (бухта Большая Луковая) si trova l'isola Krestovyj (остров Крестовый).
Le coste sono quasi ovunque alte e rocciose, ricoperte da rada vegetazione della tundra; a est corre la catena Korabelnaja Pachta (Корабельная Пахта) con altezze lungo la costa di oltre 150 m s.l.m. L'altezza massima viene comunque raggiunta sul versante occidentale con i suoi 270,5 m d'altezza. A sud le rive sono più dolci e permettono la crescita di betulle e bassi pini.

## Storia
Il nome deriva dal termine sami arred che significa "riposare", "stare in pace".
Tra la fine del 1800 fino alla metà del 1900, qui si trovava un insediamento con una scarsa popolazione (28 abitanti nel 1928 e soli 8 nel 1938), soprattutto finlandesi, che poi fu abbandonato definitivamente nel 1958.
Negli anni 1884-1889 nel villaggio si trovava una stazione di caccia alla balena, la "Kompanii Šeremet'eva" (Компании Шереметьева), citata in diversi saggi dell'epoca.
Oggi vi si trova la base navale della Flotta del Nord "Ara-Guba".